# 那坡县
那坡县位於廣西西部。東界靖西市，北和西與雲南省富寧縣接壤。南和西南與越南為界。縣人民政府駐城廂鎮。
目前是中国广西壮族自治区百色市所辖的一个县。总面积为2230平方公里。

## 沿革[2]
- 秦始皇統一嶺南後，今那坡地域屬象郡的範圍。漢朝屬增食縣地。宋仁宗皇祐五年（1053年），置鎮安峒，屬右江鎮安軍民宣撫司，由岑氏土官世襲。今那坡為鎮安峒地。鎮安舊城在感馱，為鎮安峒治所，亦在今那坡縣境。
- 元代泰定三年（1326年），鎮安峒升為鎮安路，今那坡為鎮安路轄地。
- 明太祖洪武二年（1369年），撤銷鎮安路，永樂間置鎮安土州，由鎮安府岑天保之次子岑英世襲統治。今那坡為鎮安土州地，屬鎮安府。
- 清高宗乾隆八年（1743年），置鎮安土巡檢司。乾隆三十一年(1766年)，總督楊廷璋奏請，改流官通判，置小鎮安廳。今那坡縣為小鎮安廳地，屬鎮安府所轄。清德宗光緒十二年(1886年)，兩廣總督張之洞奏請，改小鎮安廳為鎮邊縣。光緒十四年（1888年），正式成立鎮邊縣，屬歸順直隸州，這是鎮邊縣得名之始。
- 民國時，仍稱鎮邊縣，先屬鎮南道，後屬龍州區。
- 中華人民共和國成立初期，仍稱鎮邊縣，1953年廣西省人民政府決定，經政務院批准改鎮邊縣為睦邊縣。1965年又經廣西壯族自治區人民委員會同意，國務院批准，改睦邊縣為那坡縣。縣境有那坡圩，以此而得名。

## 行政区划
那坡县下辖3个镇、6个乡：
城厢镇、平孟镇、龙合镇、坡荷乡、德隆乡、百合乡、百南乡、百省乡和百都乡。

## 人口
截至2020年11月1日零時，那坡縣常住人口為171781人。

## 交通
- 合那高速、 359国道

## 风景名胜
- 感驮岩遗址
- 弄平炮台